# Forge (métallurgie)
Pour les articles homonymes, voir Forge.

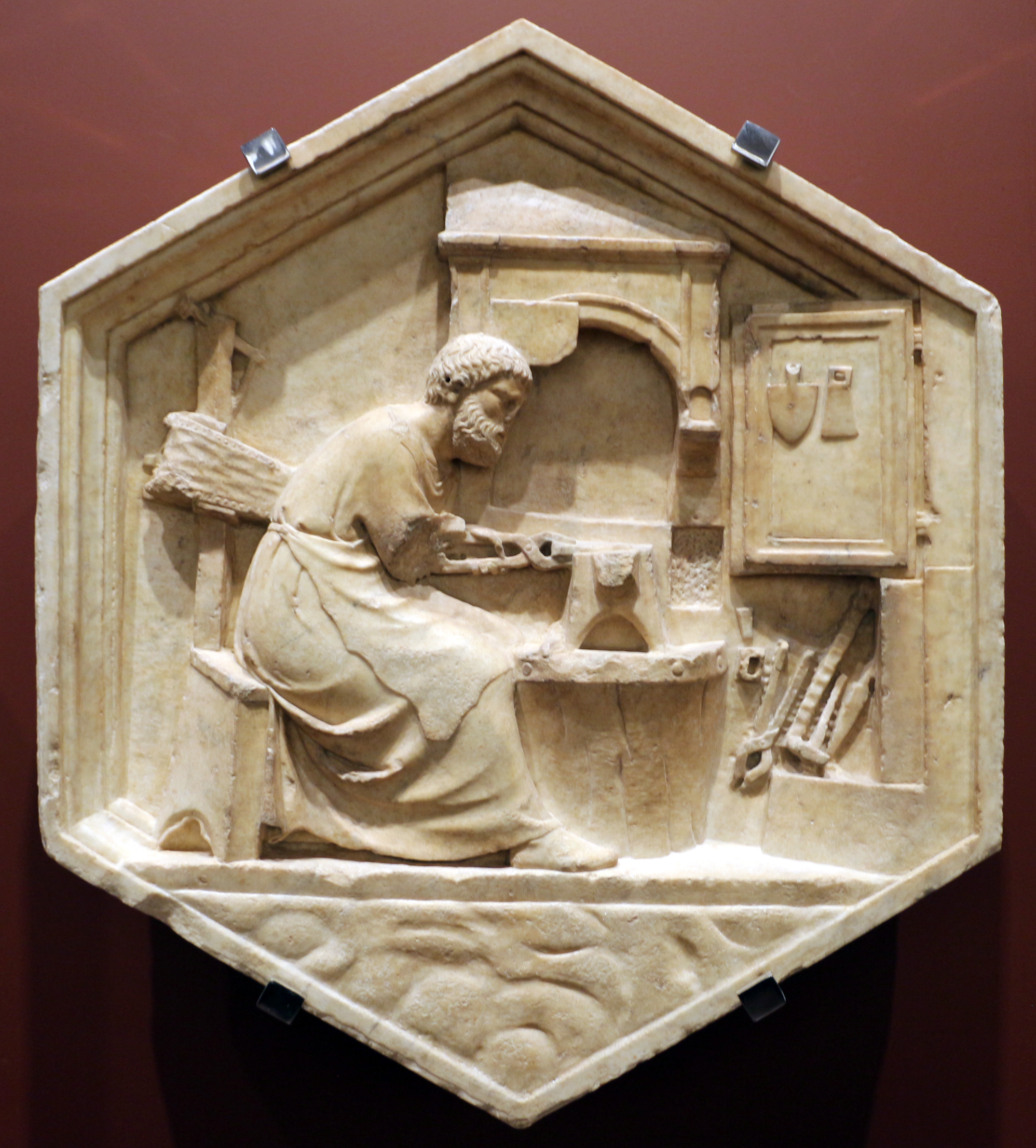
Tubalcain le forgeron, par Andrea Pisano.

La forge dénomme à l'origine l'atelier du forgeron, y compris le foyer de chauffe du métal, très souvent du fer. Le forgeage désigne l'une des opérations qui s'y effectue, ayant pour but de donner à une ébauche métallique un aspect (pré)déterminé, à l'aide d'outils ou d'outillages travaillant par pression ou par percussion. Le terme "forgeage" recouvre ainsi la déformation du métal, à chaud ou à froid, par exemple l'utilisation d'un outil de martellement par choc, marteau, martinet, marteau-pilon etc. et d'un support stable et inerte de type enclume ou matrice.
Au pluriel, les forges a fini par désigner les multiples ateliers de mise en forme du métal fer qui compose une usine sidérurgique du XIXe siècle ou du début du XXe siècle. La forge au singulier équivaut à l'usine dans laquelle la fonte de fer est transformée en métal. Le fer ou l'acier sont forgeables, au contraire de la fonte.

## Origine sémantique
Le mot "forge" et le verbe "forger", vocables attestés en ancien français dans le Liber Psalmorum du XIIe siècle, proviennent, par évolution phonétique via les premières langues romanes, respectivement du mot latin féminin fǎbrĭca, æ, signifiant l'atelier, soit l'endroit ou local technique où exerce l'ouvrier ou l'artisan, dit fǎber, et du verbe latin du premier groupe fǎbrĭcāre, c'est-à-dire "fabriquer, façonner, confectionner". Le son consonne "b" du radical de fǎbrĭca ou de fǎber s'est vocalisé de manière précoce, laissant les prononciations du type favriga ou faurga. L'ancien français a ensuite réduit la diphtongue "au" en trivial son "o" ouvert, ce qui a laissé le substantif forge désignant l'action de forger, de ferrer les chevaux, mais aussi la fabrication en général, et l'idée, l'invention de façon plus imagée, ainsi que le verbe forgier au sens de forger, façonner, fabriquer. La spécification métallurgique s'est imposée progressivement par l'évolution sémantique du "făber" en febre ou "fèvre", soit "l'ouvrier travaillant le fer" en ancien français. La forge est devenue à la fois le "lieu où l'on travaille et met en œuvre le fer", précisément en latin făbrĭca ferrea, et un "grand four ou fourneau où l'on fond ou réchauffe le fer".
Le mot d'ancien français "forgeur", présent au XIIIe siècle dans Artur, a pris un sens figuré au XVIe siècle en cédant son sens concret au mot "forgeron" attesté vers 1539, dans les écrits de Robert Estienne. Le mot forgerie, cité par le dictionnaire de l'Académie française en 1842, désigne l'industrie des forges, alors en forte croissance.

## Principe et organisation
Une forge artisanale comporte un foyer utilisé pour porter le métal (généralement fer ou acier) à une température à laquelle il devient malléable (quand il est rouge) ou à une température où l'écrouissage cesse d'augmenter.
La chaleur de chauffe est obtenue par combustion d'un combustible (charbon, gaz, huiles) et d'un comburant (le foyer de la forge est doté d'un système de soufflerie ou d'un soufflet actionné manuellement dans les forges primitives). Il existe également de – rares – petites forges à induction électrique.

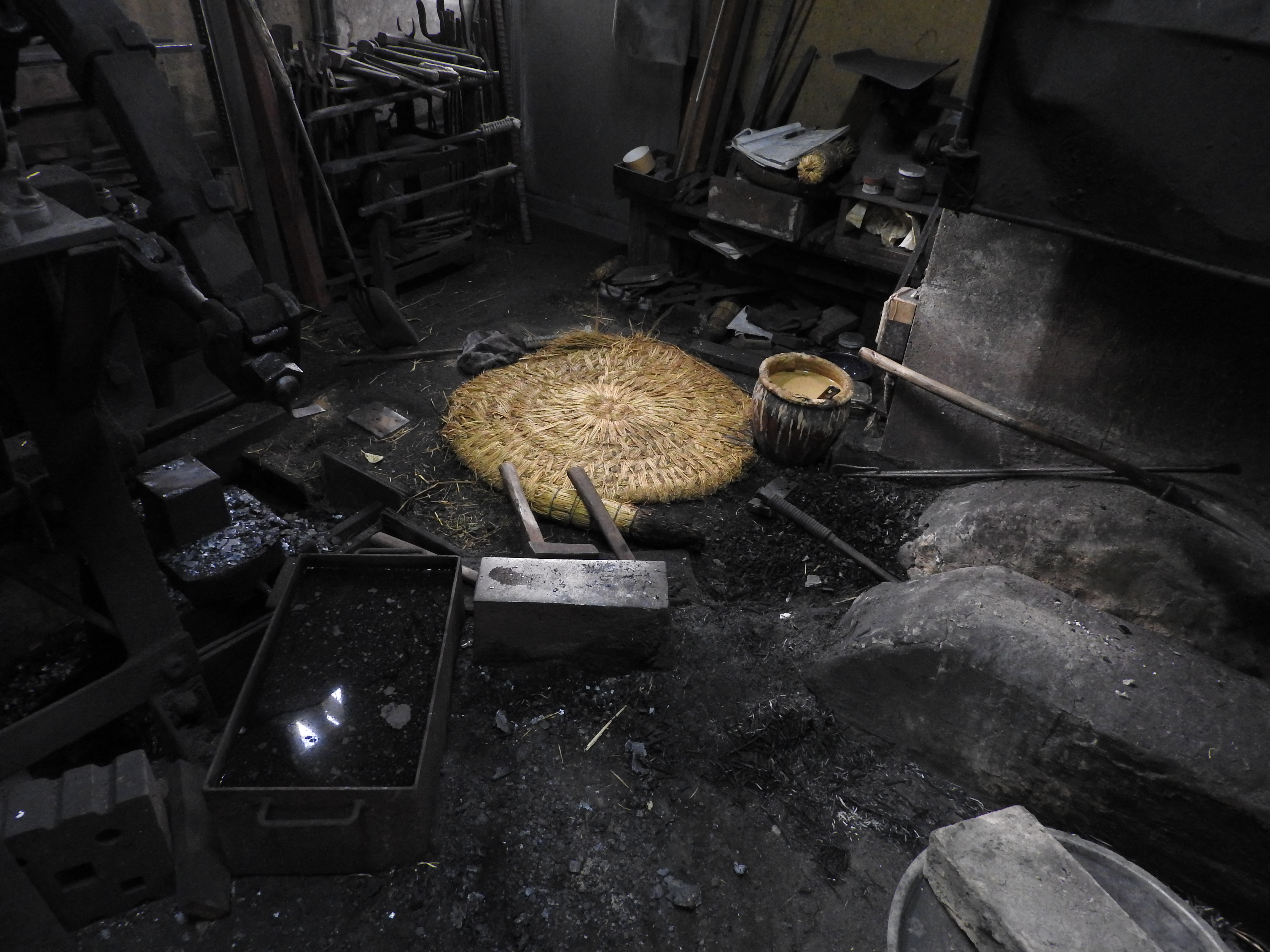
Forge d'un forgeron de sabres japonais.
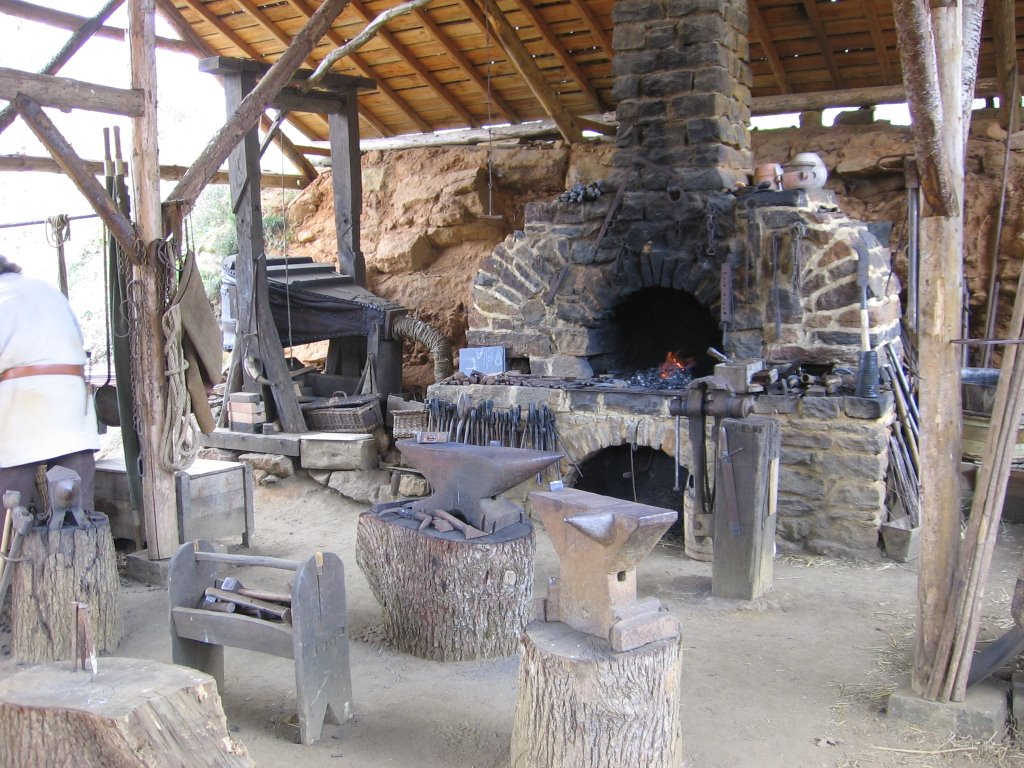
Forge au chantier médiéval de Guédelon.
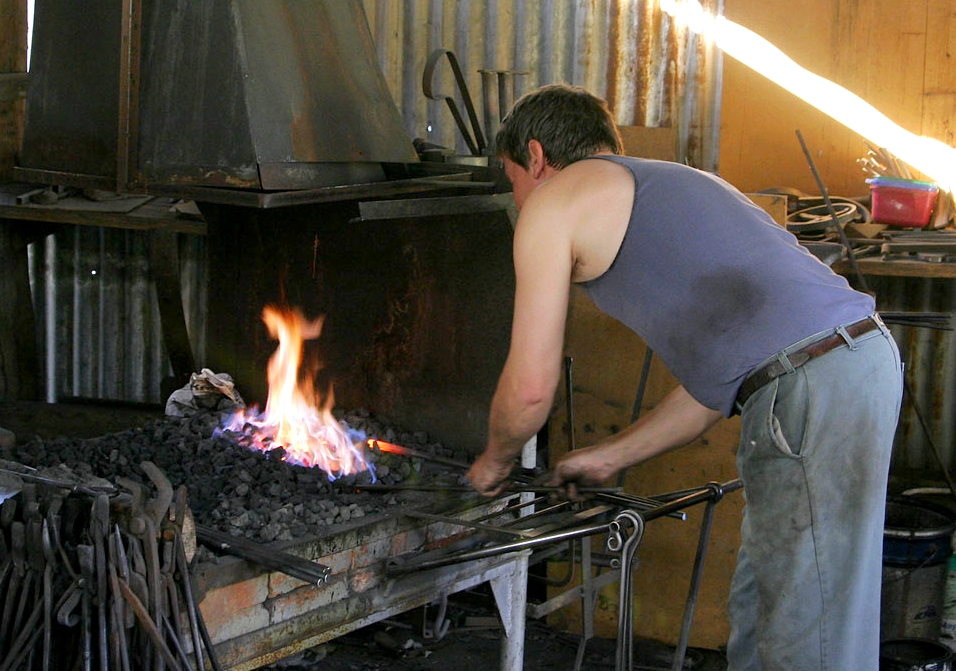
Forge artisanale en Australie (XXe siècle).
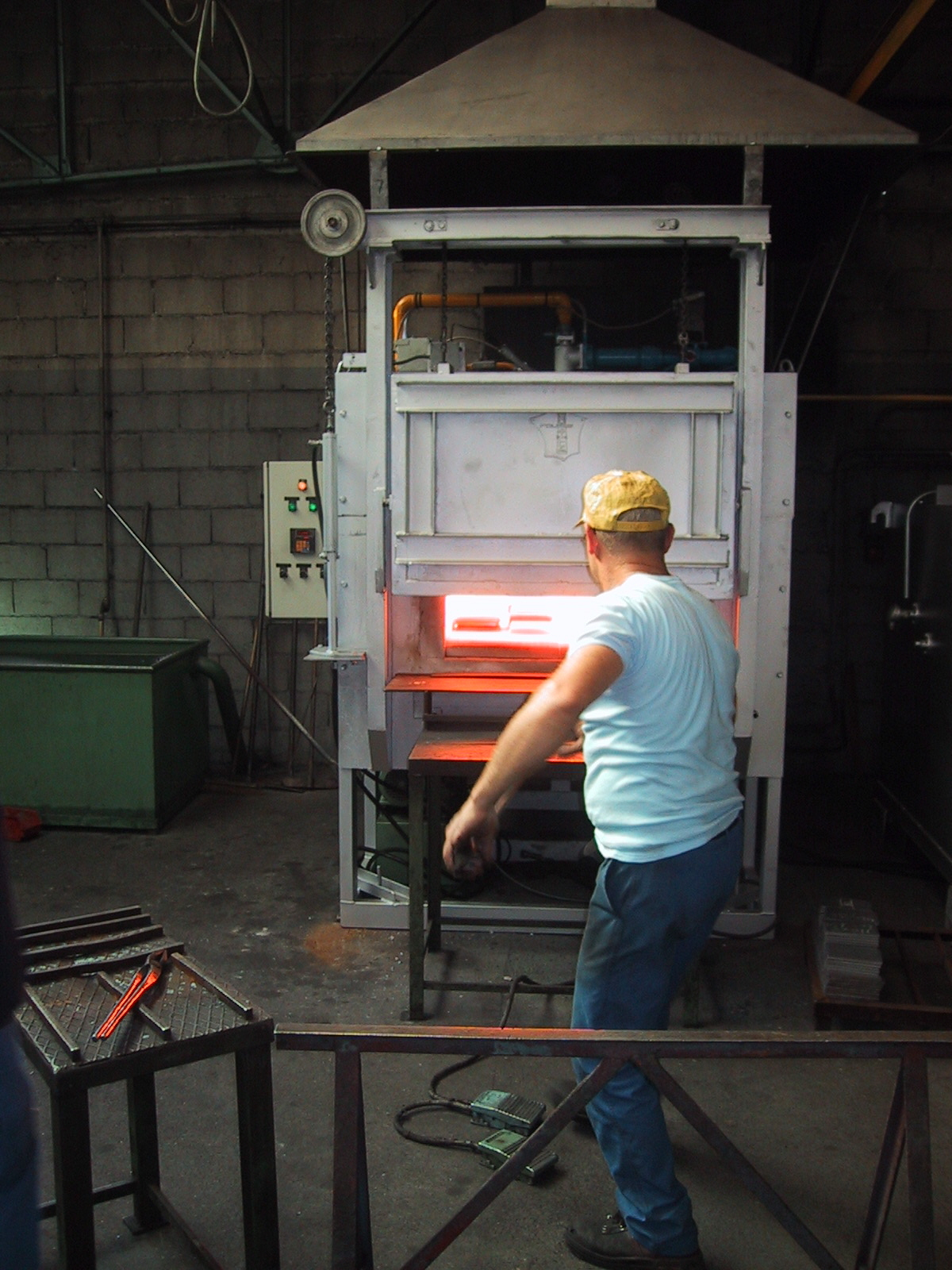
Forge industrielle.

Elle comporte également une ou plusieurs enclumes et un baquet d'eau ou d'huile pour refroidir rapidement le fer chaud, et donc durcir la pièce forgée.
Les outils à la disposition du forgeron sont des pinces, des marteaux, des masses, des ciseaux, des poinçons, des tranches, des brosses, des griffes et plusieurs autres outils pour travailler le métal. Le forgeron est à même de fabriquer ses propres outils selon ses besoins. Il utilise le fer, l'acier, le bronze, etc.
Dans le cas d'objets produits en série, des gabarits sont utilisés.

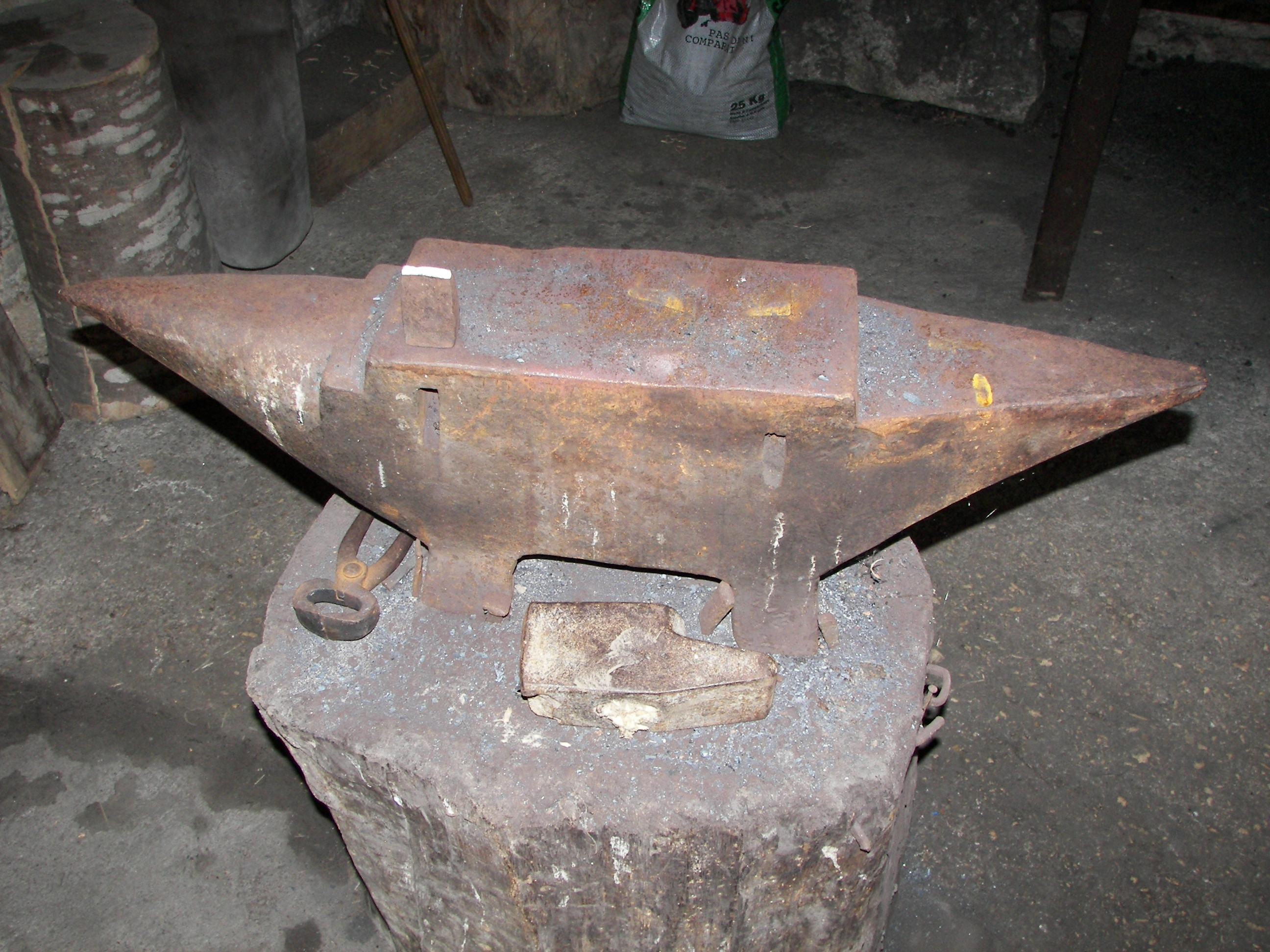
Enclume.
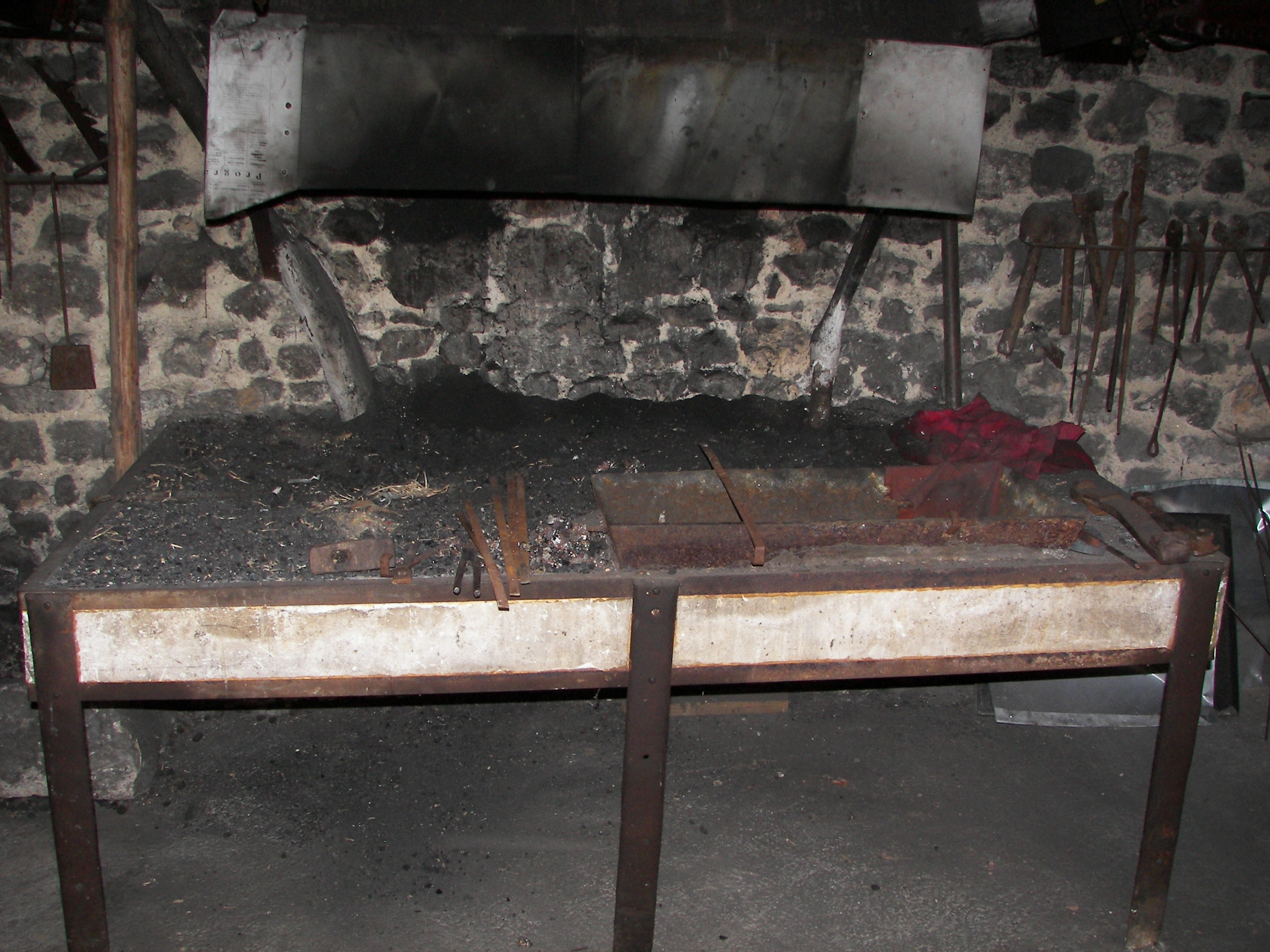
Cheminée.
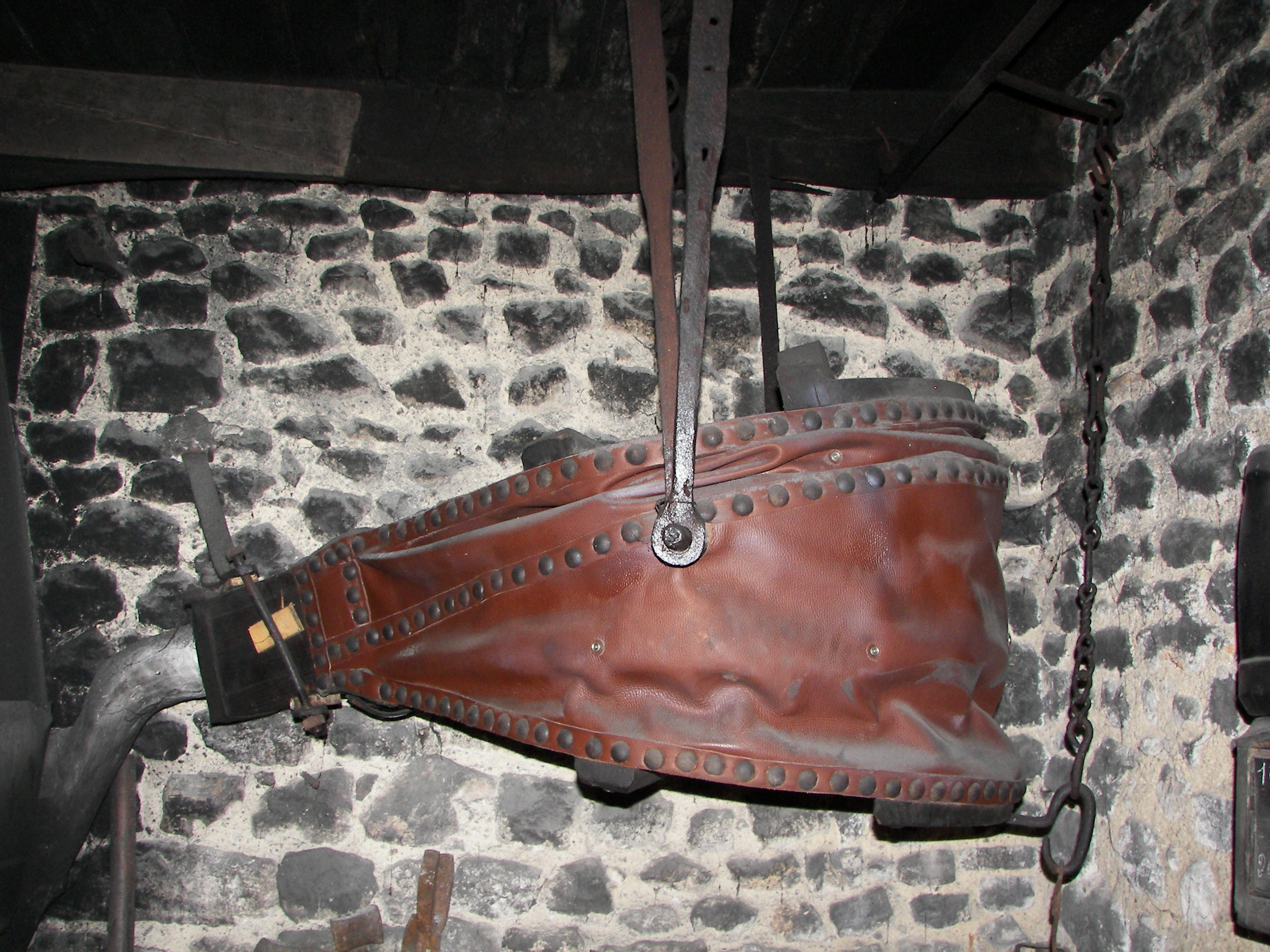
Soufflet de forge.
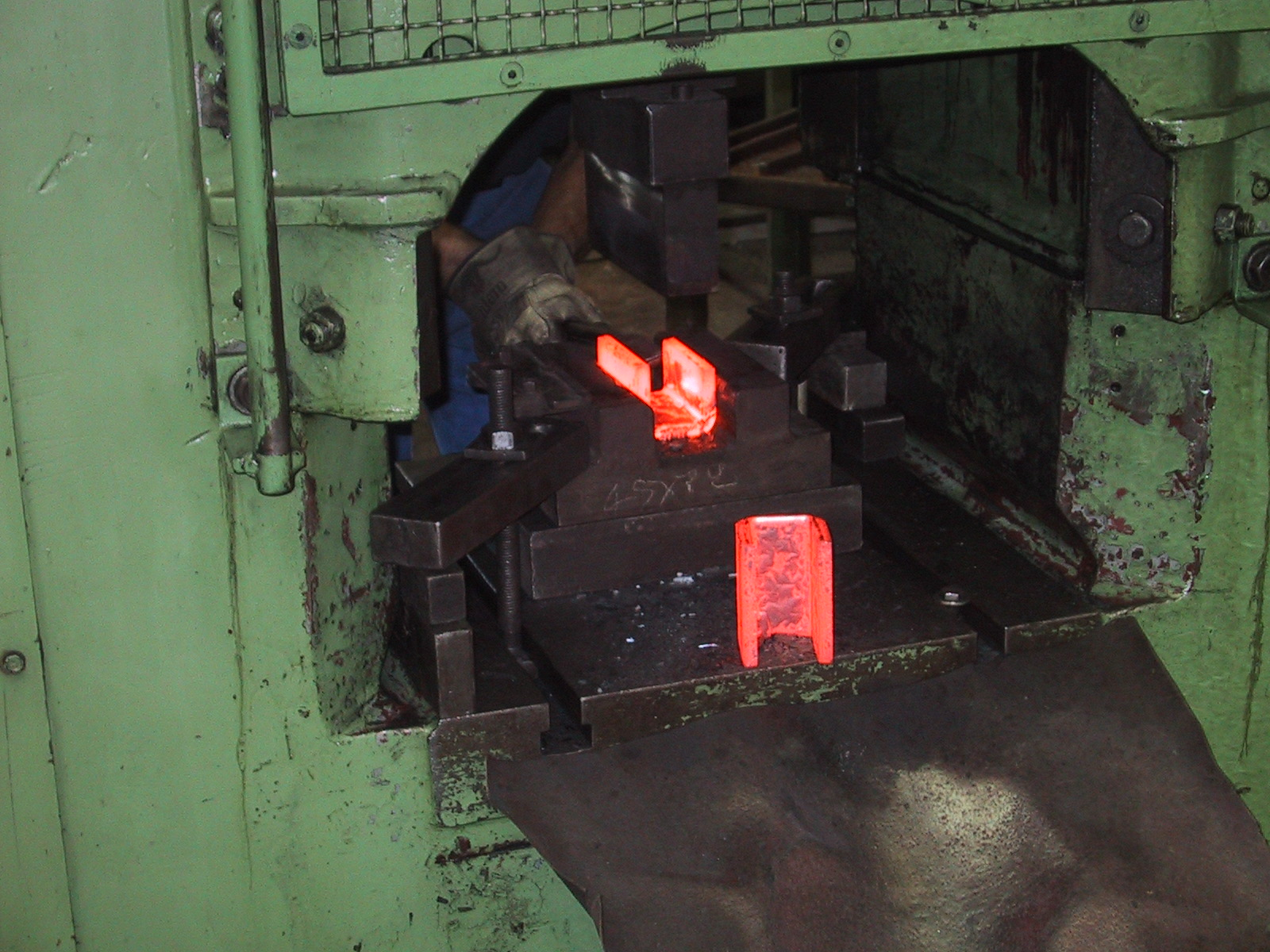
Gabarit de forge industrielle.

La forme finale une fois obtenue, la pièce est généralement soumise à des traitements thermiques permettant de contrôler le durcissement ou l'adoucissement de la pièce en fonction de son usage.

## Impact environnemental
Depuis l'Antiquité les diverses métallurgies et notamment les grandes forges et autres verreries ont exercé un impact environnemental cumulé important. Ont laissées des marques indélébiles dans les marges des paysages forestiers les exploitations minières et les multiples carrières, le transport et la préparation des minerais en amont, les dépôts de déchets d'exploitation et de traitement, parfois riches en métaux lourds ou en minéraux toxiques (métalloïdes toxiques, l'émission d'éventuelles vapeurs toxiques, notamment pour le raffinage du plomb et du mercure et surtout, avant l'utilisation du charbon de terre, une grande consommation de bois et charbon de bois, ce qui a contribué à décimer ou dégrader de nombreuses forêts proches des forges et des installations minières.
Jusqu'au XVIIIe siècle, les forges fonctionnant au charbon de bois pouvaient épuiser les forêts attenantes. Il fallait souvent dix hectares de bois pour produire une tonne de fer par an.